# 蕭吉
萧吉（6世纪—614年），字文休，出自兰陵萧氏，隋朝学者，梁武帝兄长沙宣武王萧懿之孙。

## 生平
萧吉博学多通，尤精阴阳算术。江陵陷落，于是归顺北周，为仪同。周宣帝时，萧吉见到朝政日乱，上书恳切劝谏。周宣帝不纳。隋朝建立，进上仪同，以本官太常的身份考定古今阴阳书。萧吉性情孤僻，不与公卿合流，又和杨素不协，于是被世俗排斥，郁郁不得志。见隋文帝喜爱预卜吉凶灾祥，想要通过这些仕进，于是改变行为取悦皇帝。开皇十四年（594年）上书：“今年是甲寅年，十一月辛酉朔那天冬至。来年是乙卯年，正月朔旦，以庚申为正月初一，冬至之日，就在朔旦。《乐汁图徵》上说：‘天元十一月朔旦冬至，圣王受享祚。’现在圣主在位，居于天元之首，朔旦冬至，这是第一件喜庆。冬至辛酉日，正是陛下的本命日。辛德在丙，这个十一月建丙子；酉德在寅，正月建寅，为本命与月德合，而居元朔之首，这是第二件喜庆。庚申日，即是行年，乙德在庚，卯德在申，来年乙卯，是行年与岁合德，而且在元旦，这是第三件喜庆。《阴阳书》上说：‘年命与岁月合德者，必有福庆。’《洪范传》上说：‘岁之朝，月之朝，日之朝，主王者。’经书都说年月日三长相应和，延年有福吉庆。况且甲寅年冬至在年初，十一月是阳之始，初一是冬至，是圣王的上元日。正月是正阳之月，岁之首，月之先。朔旦是岁之元，月之朝，日之先，好日子的会聚合。本命为九元之先，行年为三长之首，都和年月合德。所以《灵宝经》上说：‘角音龙精，其祚日强。’明年命纳音都说角音，历法按照常规推算，吻合如同符契。甲寅、乙卯之年，是天地阴阳之气相互交合的时候。甲寅之年，以辛酉冬至，来年乙卯，甲子那天夏至。冬至过后阳气开始上升，是祭天的日子，那天即是至尊本命，这是第四件喜庆。夏至过后阴气开始上升，是祭地的时刻，那天正是皇后的本命日，这是第五件喜庆。陛下的恩德如同天之覆育众生，皇后的仁爱如同地之载养万物，所以天地两仪的元气一起聚合在陛下和皇后的生辰日期上。”文帝听后大喜，于是赏赐萧吉五百段帛。
杨勇为太子，说东宫多鬼怪，多次见老鼠捣鬼。隋文帝令萧吉到东宫，驱除邪气。在宣慈殿设神坐，有回风从艮地鬼门吹来，扫过太子座位。萧吉以桃汤苇火驱逐，风出宫门就停止。又祭祀土地，在未地设坛，建造四门，设置五帝座位。当时很冷，有蛤蟆从西南来，进入人门，登上赤帝座，又从人门而出。走了数步，忽然不见。文帝大惊，赏赐优厚。又上书说太子坐不稳宝座，当时文帝暗中想要废立，听他的话认为很对。于是经常被顾问。
独孤皇后崩，文帝命令上仪同三司萧吉为独孤皇后选择葬地。萧吉选到一块吉地，说：“占卜年可以延续杨家基业二千年，占卜世可以延续皇统二百世。”文帝说：“吉凶之事在于人不在于地。北齐后主高纬埋葬他的父亲难道就没有占卜吗？但是北齐很快就亡国了。正如我家的墓地，如果说不吉，我就不应作天子，如果说不凶，我弟弟就不应战死。”但最后文帝还是听从了萧吉的建议。萧吉上表：“上个月十六日，皇后山陵西北，鸡没叫之前，有黑云方圆五六百步，从地连到天。东南又有旌旗车马帐幕，布满七八里，还好像有人往来检查，部伍很整齐，日出才消失，一起见到的有十余人。谨考察《葬书》上说：‘气王与姓相生，大吉。’现在黑气当冬王，与姓相生，是大吉利，子孙无疆的征兆。”隋文帝大悦。其后皇帝将亲临送葬，萧吉再上奏：“至尊本命辛酉，今年斗魁和天冈临于卯酉，谨考察《阴阳书》，不得临丧。”文帝没有采纳。萧吉退朝后告诉族人萧平仲说：“皇太子杨广派宇文左率向我深表谢意说：‘您从前说我会当太子，竟然得到了验证。我终归是不能忘记您的。现在您占卜陵地，务必让我早些继承皇位，我作了皇帝后，一定以富贵来报答你。’我对他说：‘四年之后，太子应会君临天下。’现在山陵云气感应，皇帝又临丧，征兆更加显现了。其实要是太子得掌朝政，隋朝就要灭亡了！当有真君主来出治世。我先前哄骗人说：‘占卜可以延续二千年’，“二千”其实是“三十”二字，连起来写很相似；‘占卜可以延续二百世’是只传二世的意思。你记住这事。”
隋炀帝嗣位，拜萧吉为太府少卿，加位开府。曾经路过华阴，见杨素墓地上有白气连天，秘密告诉隋炀帝。隋炀帝问原因，萧吉说：“这预示杨素家当有兵祸，灭门之象。改葬或许可以免祸！’隋炀帝后来从容对杨玄感说：“你家应该早早改葬。”杨玄感不知道原因，以为吉祥，托辞辽东高句丽未灭，没有时间料理自己家门之事。不久，杨玄感造反族灭，隋炀帝更相信萧吉。一年多后，在官任上去世。著有《金海》三十卷，《相经要录》一卷，《宅经》八卷，《葬经》六卷，《乐谱》二十卷及《帝王养生方》二卷，《相手版要决》一卷，《太一立成》一卷。

## 延伸阅读
[在维基数据编辑]
 《北史·卷089》，出自李延壽《北史》
 《隋書·卷78》，出自魏徵《隋书》